# Scharnhorstpreis
Der Scharnhorstpreis ist die höchste Auszeichnung für Offizieranwärter der Bundeswehr in der Offizierschule des Heeres.
Er wird während des Offizierlehrgangs Teil I vom Kommandeur der Offizierschule verliehen.
Der Preis geht an den besten Offizieranwärter des Lehrganges, der sich durch „Charakter, Haltung und besondere Leistungen“ auszeichnet.
Die Auszeichnung bezieht sich auf Gerhard von Scharnhorst, einen preußischen Heeresreformer, der maßgeblich dazu beitrug, dass Offizieranwärter nicht aufgrund eines Adelstitels, sondern nach Eignung, Leistung und Befähigung in der Armee aufsteigen.
Gestiftet wurde der Preis 1989 von Generalleutnant a. D. Horst Hildebrandt.
Anders als bei den meisten militärischen Auszeichnungen sind kein tragbarer Orden oder eine Bandschnalle mit dem Preis verbunden, sondern eine gerahmte Widmung sowie eine Gedenkmünze.

## Verleihungskriterien
Der Soldat muss sich nicht nur durch herausragende Leistungen in den Unterrichtsfächern wie Taktik, Militärgeschichte und Recht auszeichnen, sondern muss auch das Leitbild des „Staatsbürgers in Uniform“ der Bundeswehr verinnerlicht haben. Des Weiteren bedarf es einer herausragenden charakterlichen Eignung sowie Führungsqualitäten.
Insbesondere muss bei ihm die Vorbildfunktion eines militärischen Vorgesetzten klar erkennbar sein und er muss ständig die an ihn gestellten Anforderungen übertreffen. Seine Kameraden müssen logisch nachvollziehen können, warum er diese Auszeichnung erhält. Der Kommandeur der Offizierschule sucht persönlich den Preisträger aus.